# The Wharf Times Square
The Wharf Times Square ist ein Wolkenkratzer in der chinesischen Stadt Wuxi. Die Bauarbeiten wurden im Januar 2011 begonnen und wurden im Sommer 2014 beendet. Die Endhöhe wurde bereits im September 2013 erreicht, während die Arbeiten im Inneren noch andauerten. Mit einer Höhe von 339 Metern ist das mit einer quadratischen Grundfläche aufsteigende Gebäude das höchste der Stadt. 68 Stockwerke beherbergen im unteren Bereich Büros, weiter oben wurde ein modernes Hotel eingerichtet. Das Design des Hochhauses wurde von dem britischen Architekturbüro Aedas in London entwickelt.